# Цен-Руффинен, Мишель
Мишель Цен-Руффинен (нем. Michel Zen-Ruffinen, 24 апреля 1959, Лёк-Штадт, кантон Вале) — генеральный секретарь ФИФА с 1998 по 2002 годы, глава Международной федерации футбольных агентов.

## Биография
Карьеру в ФИФА начал в 1986 году. Впоследствии бывший генеральный секретарь ФИФА Зепп Блаттер назначил Цен-Руффинена сначала главой юридического департамента ФИФА, а позже и своим заместителем (1996—1998).
После избрания Блаттера на пост президента, Цен-Руффинен в 1998 году становится генеральным секретарем Международной федерации футбола.
В мае 2002 года Цен-Руффинен для членов исполкома ФИФА сделал конфиденциальный доклад, в котором обвинил президента Блаттера в ряде нарушений регламента деятельности организации:
1. «учреждение администрации Блаттера», то есть создание неофициальной структуры, фактически контролирующей ФИФА (особую роль в которых Цен-Руффинен отвёл Жерому Шампаню, впоследствии заместителю генерального секретаря ФИФА);
2. давление на национальные федерации во время избирательных кампаний на пост президента ФИФА;
3. финансовые злоупотребления в виде необоснованного выделения денежных средств президенту КОНКАКАФ Джек Уорнеру и организациям, связанным с членами его семьи, финансовым выплатам действующим членам исполкома ФИФА, а также бывшему президенту Жуану Авеланжу и ряду иных лиц;
4. значительные финансовые потери, суммарно составившие порядка 500 миллионов долларов;
5. диктаторский стиль руководства[4].

Цен-Руффинен начал досье именно с заявления о том, что Блаттер взял на себя полное руководство и управление деятельностью ФИФА в нарушение регламента. Он обвинил президента в том, что тот манипулировал работой ФИФА в своих собственных интересах и в интересах третьих лиц.
Блаттер был переизбран в том же месяце на пост президента ФИФА, однако скандал с докладом чуть не стоил ему поста. 28 июня 2002 года Цен-Руффинен покинул свой пост, а его место занял Урс Линей.
В 2007 году занял пост руководителя Международной федерации футбольных агентов.
В 2015 году заявил о намерении баллотироваться на пост президента ФИФА, однако в выборах участия не принял.